# ГЕС Форсму
ГЕС Форсму — гідроелектростанція у центральній частині Швеції. Розташована між ГЕС Муфорсен (вище за течією) та ГЕС Соллефтео, входить до складу каскаду на річці Онгерманельвен, яка впадає в Ботнічну затоку Балтійського моря за півтори сотні кілометрів на південний захід від Умео.
Для роботи станції річку перекрили бетонною гравітаційною греблею висотою 23 метри, у правій частині якої розміщено чотири водопропускні шлюзи, а зліва машинний зал. Останній обладнали чотирма турбінами типу Каплан — двома потужністю по 34 МВт та двома по 45 МВт. Вони працюють при напорі 34 метри та забезпечують виробництво 850 млн кВт-год електроенергії на рік.
На ГЕС Форсму реалізовано поширений у скандинавських країнах тип деривації — відпрацьована вода прямує по відвідному тунелю довжиною дещо меншою за 1 км, який переходить у відкритий канал завдовжки 1,2 км, що прямує ліворуч від річки паралельно до неї.